# Rakitovec (Šentjur, Slovenija)
Rakitovec je naselje u slovenskoj Općini Šentjuru. Rakitovec se nalazi u pokrajini Štajerskoj i statističkoj regiji Savinjskoj. 

## Stanovništvo
Prema popisu stanovništva iz 2002. godine naselje je imalo 57 stanovnika.